# Ceramica Flaminia/2008
Deze pagina geeft een overzicht van de Italiaanse Ceramica Flaminia wielerploeg in  2008.

## Renners
| Naam                          | Geboortedatum | Nationaliteit | Ploeg 2007              |
| ----------------------------- | ------------- | ------------- | ----------------------- |
| Adriano Angeloni              | 31-01-1983    | Italië        |                         |
| Julian Dario Atehortua Bedoya | 19-06-1983    | Colombia      | Neo                     |
| Maurizio Biondo               | 15-05-1981    | Italië        | Kio Ene-Tonazzi-DMT     |
| Davide Bonucelli              | 22-09-1982    | Italië        | Neo                     |
| Giampaolo Caruso              | 15-08-1980    | Italië        |                         |
| Gianluca Coletta              | 15-09-1981    | Italië        | Cinelli-Endeka-OPD      |
| Antonio D'Aniello             | 10-11-1979    | Italië        |                         |
| Volodymyr Doema               | 02-03-1973    | Oekraïne      |                         |
| Cristiano Fumagalli           | 28-07-1984    | Italië        | Neo                     |
| Leonardo Giordani             | 27-05-1977    | Italië        | Aurum Hotels            |
| Dainius Kairelis              | 25-09-1979    | Litouwen      | Amore & Vita-McDonald's |
| Mychajlo Chalilov             | 03-07-1975    | Oekraïne      |                         |
| Hubert Krys                   | 17-12-1983    | Polen         |                         |
| Tomasz Marczyński             | 06-03-1984    | Polen         |                         |
| Ricardo Martins               | 16-03-1982    | Portugal      | Paredes Rota dos Moveis |
| Luigi Sestili                 | 09-07-1983    | Italië        | Aurum Hotels            |
| Filippo Simeoni               | 17-08-1971    | Italië        | Aurum Hotels            |

2006 · 2007 · 2008 · 2009 · 2010